# Neotrichia arkansasensis
Neotrichia arkansasensis är en nattsländeart som beskrevs av Wayne N. Mathis och Bowles 1990. Neotrichia arkansasensis ingår i släktet Neotrichia och familjen smånattsländor. Inga underarter finns listade i Catalogue of Life.